# Vincas Babilius
Vincas Babilius (* 5. September 1966 in Vilnius, Litauische SSR) ist ein litauischer Politiker.

## Leben
Nach dem Abitur 1984 an der Salomėja-Nėris-Mittelschule Vilnius absolvierte er 1991 das Studium an Kauno politechnikos institutas in Kaunas, leistete den Sowjetarmeedienst während des Studiums. Er arbeitete bei „Vingis“ in Vilnius und wurde leitender Mitarbeiter. Er war Manager der Firma „A. Valinsko tvenkiniai“, einem Teichbesitzer und Anbieter für Angelsport-Erlebnisse.
Seit 2008 ist er Mitglied der Partei Tautos prisikėlimo partija. Von 2008 bis 2012 war er Mitglied im Seimas.